# 뼈아교질
뼈아교질 또는 골질(오세인, Ossein)은 95%가 콜라겐으로 이루어진 뼈의 유기 세포외기질이다. 무기질 기질(인산칼슘, 탄산칼슘)을 용해시키는 염산으로 뼈를 처리하면 뼈아교질을 분리할 수 있다. 이 물질은 젤라틴과 뼈 접착제를 생산하기 위해 산업에서 사용된다.
20세기 초, 뼈는 세 가지 유형의 단백질로 구성되어 있는 것으로 밝혀졌다. 뼈아교질(콜라겐), 골점액(osseomucoid, 프로테오글리칸), 알부미노이드(osseoalbuminoid, 엘라스틴)이 그것들이다. 분자생물학의 발전으로 이러한 용어는 더 이상 사용되지 않는다.

## 응용
공업적으로 가공할 때 뼈 1,000kg은 300kg의 뼈아교질을 생성하며, 뼈아교질은 끓는 약산성 물의 장기간 작용에 의해 빠르게 분해되고 부분적으로 변성되어 젤라틴을 생성한다. 이 젤라틴은 동물 가죽에서 생성되는 피부 젤라틴과 달리 골질 젤라틴(ossein gelatin)으로 알려져 있다. 추출 방법에 따라 다양한 종류의 골질 젤라틴(산성 골질 젤라틴, 석회질 골질 젤라틴 등)이 있다.
뼈아교질의 또 다른 눈에 띄는 용도는 뼈 접착제의 생산이며, 그 생산량은 건조 상태인 뼈 질량의 16-20%이다.
골질을 제거한 후 남아있는 단백질이 제거된 뼈 잔류물은 본차이나 제조를 위한 골회를 생산하는 데 사용할 수 있다. 뼈아교질 생성에 적합하지 않은 뼈는 골탄을 만들기 위해 탄화된다.

## 같이 보기
- 뼈 무기질